# Microsphérophakie
 Mise en garde médicale
La microsphérophakie (ou microsphérophakie et/ou mégalocornée avec ectopie du cristallin et avec ou sans glaucome secondaire) est une maladie héréditaire rare qui se caractérise par des cristallins plus petits et plus sphériques par diminution de leur diamètre vertical et augmentation de leur diamètre antéro-postérieur. Cette anomalie bilatérale est à l’origine d’un glaucome souvent sévère, d’une myopie et/ou d'une luxation ou d'une subluxation du cristallin.
Il est aussi possible de la retrouver associée à d'autres pathologies notamment un syndrome de Marfan ou un syndrome de Weill-Marchesani.

## Clinique
Les principaux signes cliniques associés sont :
- Croissance
  - Augmentation rapport longueur des bras/taille (rare)
  - Diminution de la proportion de la partie supérieure du corps par rapport à la partie inférieure (rare)
- Œil
  - Luxation du cristallin
  - Mégalocornée
  - Myopie
  - Hypermétropie (dans certains cas)
  - Glaucome secondaire
  - Augmentation de la chambre antérieure (dans certains cas)
  - Aplatissement de la chambre antérieure (dans certains cas)
  - Iridodonésis[Note 1]  (dans certains cas)
- Bouche
  - Voûte du palis ogivale (dans certains cas)
- Thorax
  - Léger pectus excavatum (rare)
- Cœur
  - Les patients chez lesquels une échocardiographie a été réalisée avaient un cœur, des valves cardiaques et l'aorte normaux.

## Cartographie génétique
La cartographie génétique donne :
- Dans une famille consanguine indienne dont 3 frères avaient une microsphérophakie, une analyse du génome entier a été effectuée et a identifié une  région de 22,76 Mb d'homozygotie entre les loci D14S588 et D14S1050 sur le chromosome 14q24-q32.12. Un LOD score de 2,91 a été obtenue entre les loci D14S606 et D14S1020. La région comptait 110 gènes de référence. L'analyse des haplotypes dans une autre famille consanguine indienne avec microsphérophakie n'a pas identifié une région d'homozygotie, suggérant une hétérogénéité génétique[2].
- Dans une famille consanguine marocaine où 3 membres de la famille présentaient l'association mégalocornée-microsphérophakie-ectopie du cristallin-glaucome secondaire, une cartographie d'homozygotie a été réalisée. Une région homozygote a été révélée sur le chromosome 14q23.3-q24.3. Un LOD score de 2,87  a été calculé pour le locus D14S1002[4].
- D'autres auteurs trouvent des zones d'homozygotie dans une région du chromosome 14q contenant le gène LTPB2[5].

## Traitement
Les traitements sont essentiellement ceux du glaucome avec parfois de rares complications.